# أندري ألبا
أندري ألبا (14 يناير 1995 في البرازيل - ) هو لاعب كرة قدم برازيلي في مركز الوسط.

## روابط خارجية
- أندري ألبا على موقع قاعدة بيانات كرة القدم.إي يو (الإنجليزية)
- أندري ألبا على موقع Soccerway.com (الإنجليزية)